# 1965年のル・マン24時間レース

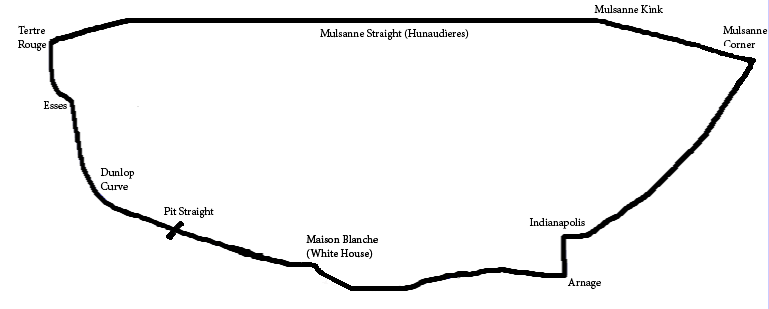
1965年のコース

1965年のル・マン24時間レース（24 Heures du Mans 1965 ）は、33回目のル・マン24時間レースであり、1965年6月19日から6月20日にかけてフランスのサルト・サーキットで行われた。

## 概要
フォードは引き続きフェラーリを打ち負かそうと、フォード・GT40が6台、ACコブラが5台と計11台を投入したように、金にあかせた物量作戦に出た。
ガスタービンエンジンを搭載したローバー・BRM、31号車がグラハム・ヒル/ジャッキー・スチュワート組のドライバーで出場した。
出走は51台。
従前の耐久レースの常識は「ゴールまで走り切るのが第一で、自分のペースを守って走ることが鉄則」であったが、このレースの前半は記録的速さになり、以後「相手に負けないペースで走り続け、生き残ったマシンが勝つ」という時代に入った。トップ争いを続けたフォード・GT40とワークスのフェラーリ・330P2は次々リタイヤした。
完走は14台。
残ったのは24時間で4677.110kmを平均速度194.880km/hで走ったN.A.R.Tチーム、マステン・グレゴリー（Masten Gregory ）/ヨッヘン・リント組のフェラーリ・250LM、21号車であった。フェラーリは6連勝、9勝目。
ローバー・BRMは10位。